# بيت فولر
بيت فولر (بالإنجليزية: Pete Fowler)‏ هو رسام توضيحي بريطاني، ولد في 1969 في كارديف في المملكة المتحدة.

## وصلات خارجية
- بيت فولر على موقع ميوزك برينز (الإنجليزية)
- بيت فولر على موقع ديسكوغز (الإنجليزية)